# Scheldetractaat

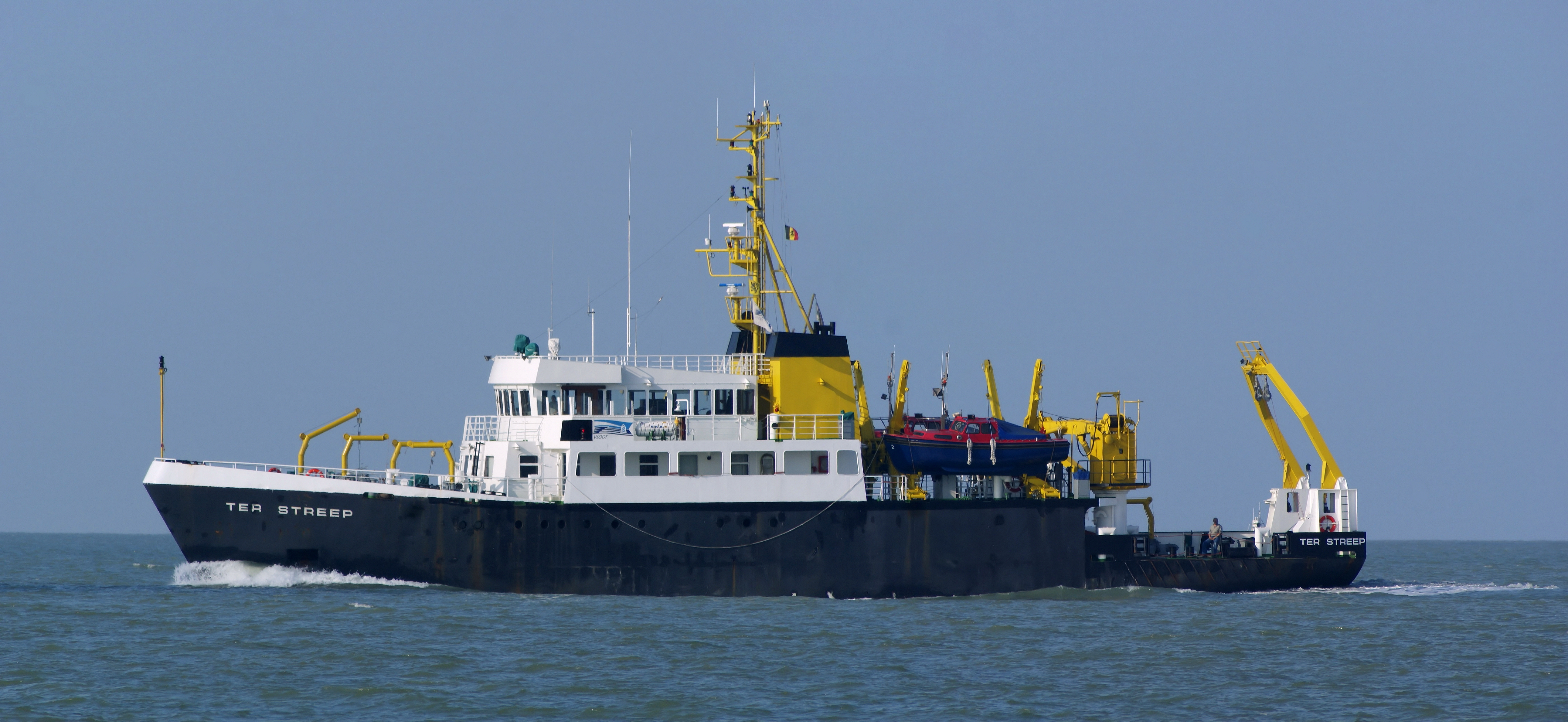

Het Scheldetractaat is een verdrag tussen  België en Nederland van 20 mei 1843 (Stb. 1843, No. 45). In dit verdrag wordt een vrije doorvaart geregeld vanuit de zee naar Antwerpen, Gent en omgekeerd. Het heeft zeven bijgevoegde reglementen. Het dient te worden opgevat als nadere uitwerking van art. IX, § 2 van het Scheidingsverdrag van 19 april 1839 en dan vooral met betrekking tot de regeling van het loodsen in de Schelde en haar mondingen. Bij dit verdrag zijn zeven reglementen gevoegd.

## Geschiedenis
9 juni 1815 werd in de slotakte van het Congres van Wenen de vrije scheepvaart op de Europese rivieren geregeld, waaronder die van de Rijn, de Maas en de Schelde. De akte bestond oorspronkelijk uit 110 en naderhand uit 121 artikelen, waarvan de artikelen 108 tot en met 117, en in het bijzonder artikel 109, betrekking hadden op de vrije scheepvaart op stromen en rivieren.
Op het Congres van Londen (1830) werd Artikel IX nader uitgewerkt onder leiding van de Engelse Minister van Buitenlandse Zaken Henry John Temple, waarbij Pruisen, Oostenrijk, Rusland en het Verenigd Koninkrijk garant stonden.
In 1830 en in 1831 was de Schelde een aantal malen afgesloten als gevolg van de scheiding van België van het Verenigd Koninkrijk der Nederlanden.
19 april 1839 werd na jarenlange en moeizame onderhandelingen het Scheidingsverdrag gesloten (Stb. 1839, No. 26), waarin artikel IX de vrije scheepvaart op de Schelde uiteindelijk regelde:

- §1. De artikelen 108 tot 117 van de akte van het Congres van Wenen werden van toepassing verklaard op de gezamenlijke Belgische en Hollandse stromen en rivieren
- §2. Het loodswezen en de betonning en het onderhoud der zeegaten van de Schelde beneden Antwerpen werd aan een gemeenschappelijk toezicht onderworpen dat door wederzijds daartoe benoemde commissarissen zal worden uitgeoefend. Er zullen gematigde loodsgelden worden vastgesteld, voor de schepen van alle naties dezelfde. Elk schip is op de Schelde vrij zelf een loods te nemen en beide landen zijn vrij om langs de gehele Schelde diensten voor het loodswezen te vestigen. Beide Regeringen verbinden zich, ieder voor haar gedeelte der rivier, om de bevaarbare zeegaten van de Schelde en haar monden te behouden en betonningen te plaatsen en te onderhouden.
- §3. De Nederlandse Regering zal een recht per ton heffen van de schepen die, van uit volle zee komende, de Wester-Schelde zullen opvaren, om zich langs de Schelde of door het kanaal van Terneuzen naar België te begeven en van de schepen, die, langs de Schelde of door het kanaal van Terneuzen uit België komende, de Wester-Schelde zullen afvaren, om zich naar de volle zee te begeven. Deze schepen zullen niet aan onderzoek, noch vertraging, of hindernis op de Hollandse reden onderworpen kunnen worden. De schepen, die zich van Antwerpen naar Terneuzen of omgekeerd begeven, of zich op de rivier met de kustvaart of de visvangst bezighouden, zijn vrijgesteld van betaling.

Het Scheidingsverdrag schreef ook twee commissies voor: een blijvende (de Permanente Commissie), en een tijdelijke. Die tijdelijke commissie diende de voorlopige regelingen uit te werken:
- Het eerste toegevoegde reglement had betrekking op de scheepvaart op de Schelde en haar mondingen;
- Het tweede toegevoegde reglement was dat betreffende het loodswezen en het gemeenschappelijk toezicht en wordt gewoonlijk aangeduid als het ‘Scheldereglement van 1843’.
- Het derde toegevoegde reglement was dat betreffende de ‘vuurbaken’.[1]

5 november 1842 werd tussen de regeringen van België en Nederland een verdrag gesloten (Stb. 1843, No. 3) waarin 50 artikelen (van de in totaal 72) de scheepvaart regelen. Hiervan hebben de artikelen 16-19 specifiek betrekking op de scheepvaart op de Schelde.

20 mei 1843 werd het Scheldereglement vastgesteld (Staatsblad 1843, No. 4) met een zevental regelingen, die het verdrag van 5 november 1842 nader uitwerken. Ze hebben vooral betrekking op tolgelden, de vrijstelling van de scheepvaart m.b.t. de douaneformaliteiten, de loodsdienst en het loodstarief en het gemeenschappelijk toezicht.
20 mei 1843 werd het Scheldetractaat vastgesteld (Stb. 1843, No. 45).

## Scheldereglementen
Het ‘Voorloopig Reglement van 23 October 1839 nopens het loodswezen op de Schelde’ (Stb. 1839, No.51), dat al eerder de uitwerking vormde van art. IX, § 2, stelde in artikel 4 het volgende vast: “Elk vaartuig zal gehouden zijn eenen loods van eene der beide natien te nemen. Indien een schipper er echter in mogt slagen om zich aan deze verpligting te onttrekken, zal hij niettemin de loodsgelden verschuldigd zijn ….” Ook toen al waren enige categorieën van schepen vrijgesteld, zoals blijkt uit artikel 5, lid 2o.: “Van het nemen van eenen loods zijn vrijgesteld: de zeeschepen, die eenen minderen diepgang hebben dan vijftien decimeters;” De andere twee vrijgestelde categorieën waren die van de oorlogsschepen en vaartuigen gebruikt voor de visserij of voor ‘de overbrenging van verschen of gezouten visch’.
In het Scheldereglement van 20 mei 1843 wordt hieraan nog een nieuwe categorie toegevoegd, namelijk die van: ”De binnenvaarders op de rivier;”.
In 1863 komt hier nog bij, de categorie: “Jachten of vaartuigen van vermaak, behoorende aan zeil- of roeivereenigingen.”
Het Scheldereglement 2003 heeft tot doel het reglement zowel redactioneel als inhoudelijk aan te passen aan de in de loop der decennia gegroeide praktijk, de zich voorgedane ontwikkelingen en eisen van het functioneren van de uitvoerende diensten en van de met het gemeenschappelijk toezicht belaste commissarissen van de Vlaamse/Nederlandse Permanente Commissie van Toezicht op de Scheldevaart.